# 牧野康成 (石戸領主)
牧野 康成（まきの やすしげ）は、戦国時代の武将・徳川氏の家臣。

## 概略
初名は半右衛門正勝と称す。のち徳川家康より偏諱を授かり康成と改名する。史書では、ほとんど通称で牧野半右衛門として言及される。家康の伊賀越えに随行した（石川忠総留書）。
「石川忠総留書」、および『常山紀談』の「東照宮勝頼と大井川にて御対陣の事」には「牧野半右衛門」、山鹿素行の『武家事紀』には「牧野半右衞門尉」（同姓同名の牧野康成（まきの やすなり）も記載あり）と記される。
父は、三河国宝飯郡牛久保城主・牧野氏の寄騎（牛久保六騎）であった牧野山城守定成。正室は小笠原安次の娘。
まだ徳川氏が三河西部の国人領主松平氏であった時代に、三河東部の有力国人であった牧野氏は、駿河・遠江の戦国大名・今川氏と、新興勢力であった松平氏との間で翻弄されていた。徳川家康（当時は松平家康）が東三河に進攻し優勢になった永禄8年（1563年）に牧野山城守は、嫡子・半右衛門正勝（のちの康成）と共にいちはやく内通した。その後は牛久保城主牧野氏の徳川家康に対する帰順と、家康の三河平定に寄与した。
そののち牧野組を離れ、武蔵国足立郡石戸領（現在の埼玉県上尾市北西部から鴻巣市南西部にかけての地域）に5,000石の所領を与えられ、領内の川田谷村（現在の埼玉県桶川市川田谷）に陣屋を置き、徳川家康の直参となって仕えた。
1599年に死去し、家督は息子の信成（後に下総関宿藩1万7千石の大名となる）が継いだ。